# Valentin Alexandrovič Kamenskij
Valentin Alexandrovič Kamenskij (rusky Валентин Александрович Каменский; 29. září 1907, Tula – 20. listopadu 1975, Leningrad) byl ruský architekt.

## Život
V roce 1931 absolvoval Leningradský institut průmyslového inženýrství. Pak zde v letech 1931–1939 vyučoval a od roku 1941 přednášel na Leningradském stavebním institutu. Profesuru dokončil v roce 1959. V letech 1951 až 1971 působil jako hlavní architekt Leningradu. Zvláštní pozornost Kamenského byla věnována historickému centru města. V článku Tvůrčí úkoly architektů Leningradu, publikovaném v časopise Architektura Leningradu č. 1 ročník 1945, napsal: „Po obdržení práva stavět v ulicích velkoměsta musíte být velmi opatrní ke všemu, co má architektonickou a historickou hodnotu.“ V rozporu s tím však vydal v roce 1961 příkaz zničit kostel na Senném náměstí, který v té době už měl status katedrály. Kostel byl kulturní památkou pozdního baroka. 1. února 1961 byl odstřelen a na jeho místě byl postaven vestibul stanice Náměstí míru, který navrhl Kamenskij.
Kamenskij byl pohřben v Petrohradě na Litěratorskich mostkach. Jeho syn Nikolaj Valentinovič Kamenskij byl také architekt.

## Dílo
Byl jedním z autorů návrhu územního plánu rozvoje Leningradu na období 1963–1990, podílel se na návrhu Velkého říjnového koncertního sálu v Petrohradě, památníku hrdinných obránců Leningradu a vítězném oblouku v Avtově.

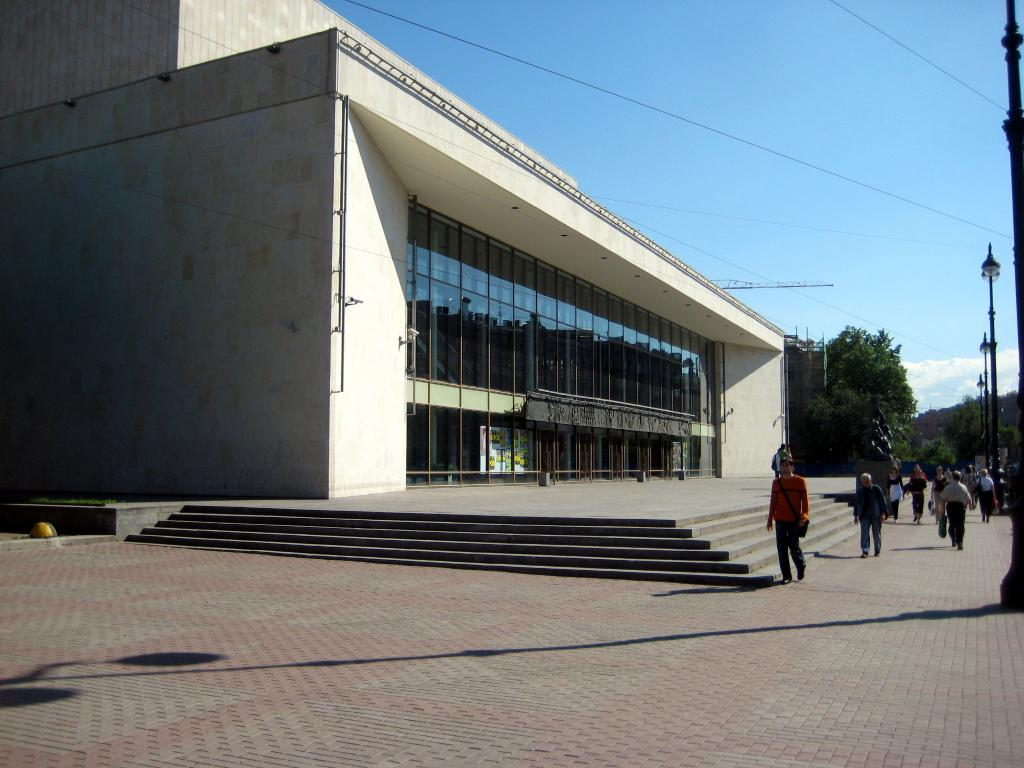
Říjnový koncertní sál
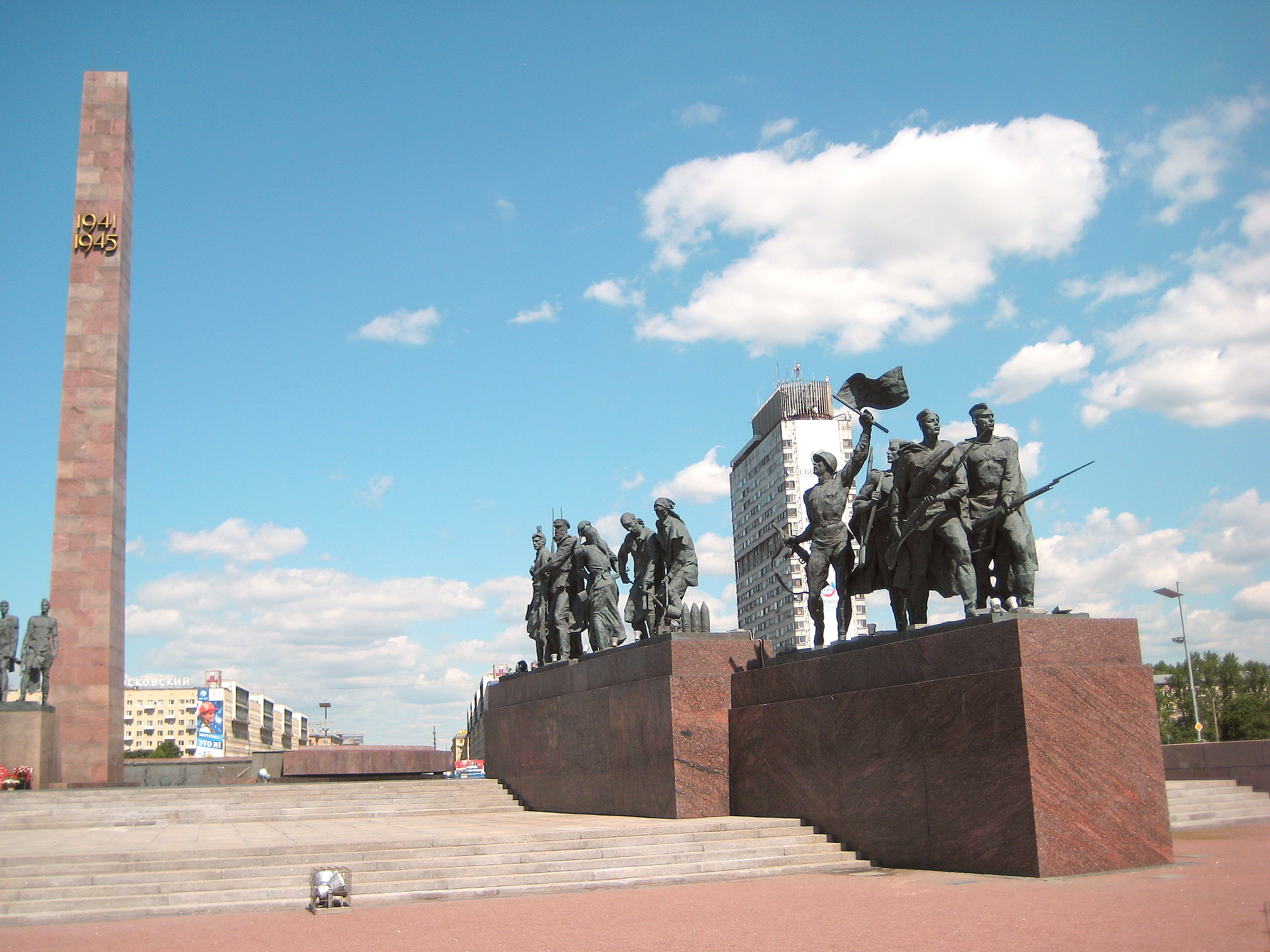
Památník hrdinných obránců Leningradu
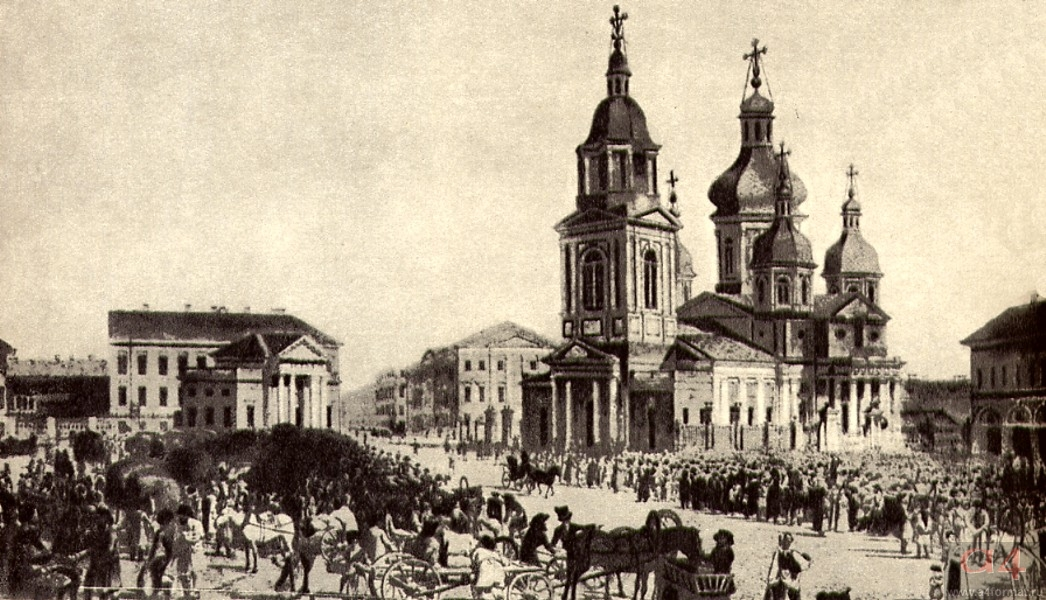
Zbořený kostel na Senném náměstí

## Vyznamenání
- Lidový architekt SSSR – 1970
- Leninova cena in memoriam – 1978 – za Pomník na počest hrdinské obrany Leningradu v letech 1941–1943 a porážky nacistických nacistických vojsk poblíž Leningradu v roce 1944
- Leninův řád
- Řád Odznak cti